# On achève bien les chevaux
Pour plus de détails, voir Fiche technique et Distribution.
On achève bien les chevaux (They Shoot Horses, Don't They?) est un film américain réalisé par Sydney Pollack, sorti en 1969. Le film est inspiré du roman du même nom de Horace McCoy publié en 1935.

## Synopsis
Au début des années 1930, en Californie. Au cœur de la Grande Dépression, on se presse pour participer à l’un des nombreux marathons de danse organisés à travers le pays pour gagner les primes importantes qui y sont mises en jeu. Robert et Gloria font partie des candidats.

## Fiche technique
Sauf indication contraire, les informations mentionnées dans cette section peuvent être confirmées par la base de données cinématographiques IMDb,  présente dans la section « Liens externes ».
- Titre original : They Shoot Horses, Don't They?
- Titre français : On achève bien les chevaux
- Réalisation : Sydney Pollack
- Scénario : James Poe et Robert E. Thompson, d’après un roman de Horace McCoy
- Directeur artistique : Harry Horner
- Photographie : Philip H. Lathrop
- Musique : John Green
- Décors : Frank R. McKelvy
- Costumes : Donfeld
- Production : Robert Chartoff et Irwin Winkler

Producteur délégué : Theodore B. Sills
- Sociétés de production : ABC Pictures et Palomar Pictures
- Société de distribution : Cinerama Releasing Corporation (États-Unis), 20th Century Fox (France)
- Pays d'origine :  États-Unis
- Langue originale : anglais
- Genre : drame
- Durée : 120 minutes
- Dates de sortie :
  - États-Unis : 10 décembre 1969
  - France : 2 septembre 1970
- Affiches : Raymond Elseviers (Belgique), Boris Grinsson (France)

## Distribution
- Jane Fonda (VF : elle-même) : Gloria Beatty
- Michael Sarrazin (VF : Philippe Ogouz) : Robert
- Susannah York (VF : Arlette Thomas) : Alice
- Gig Young (VF : Georges Aminel) : Rocky, l'animateur
- Red Buttons (VF : Guy Piérauld) : Harry Kline, le marin (Sailor en VO)
- Bonnie Bedelia (VF : Claude Chantal) : Ruby
- Michael Conrad : Rollo
- Bruce Dern (VF : Marc de Georgi) : James
- Al Lewis (VF : Philippe Dumat) : Turkey
- Robert Fields (VF : Jean-Louis Maury) : Joel
- Severn Darden : Cecil
- Allyn Ann McLerie (VF : Paule Emanuele) : Shirl
- Madge Kennedy (VF : Lita Recio) : Mme Laydon
- Jacquelyn Hyde : Jackie
- Felice Orlandi : Mario
- Art Metrano : Max
- Gail Billings : Lillian
- Maxine Greene : Agnès
- Mary Gregory (VF : Nicole Vervil) : l'infirmière
- Robert Dunlap : l'étudiant
- Paul Mantee : Jiggs

## Distinctions
Source : Internet Movie Database

### Récompenses
- New York Film Critics Circle Awards 1969 : meilleure actrice pour Jane Fonda
- Oscars 1970 : meilleur acteur dans un second rôle pour Gig Young
- Golden Globes 1970 : meilleur acteur dans un second rôle pour Gig Young
- Kansas City Film Critics Circle Awards 1970 : meilleur acteur dans un second rôle pour Gig Young, meilleure actrice pour Jane Fonda
- National Board of Review Awards 1970 : meilleur film, prix Top Ten Films
- Festival du film de Taormine 1970 : Charybde d'or pour Sydney Pollack
- British Academy Film Awards 1971 : meilleure actrice dans un second rôle pour Susannah York
- Grand prix de l'Union de la critique de cinéma 1971

### Nominations
- New York Film Critics Circle Awards 1969 : meilleur acteur dans un second rôle pour Gig Young (3e place)
- Oscars 1970 : meilleure actrice pour Jane Fonda, meilleure actrice dans un second rôle pour Susannah York, meilleur réalisateur pour Sydney Pollack, meilleur scénario adapté pour Robert E. Thompson et James Poe, meilleure création de costumes pour Donfeld, meilleur montage pour Fredric Steinkamp, meilleure musique de film - adaptation pour John Green et Albert Woodbury
- Golden Globes 1970 : meilleur film dramatique, meilleur réalisateur pour Sydney Pollack, meilleure actrice dans un film dramatique pour Jane Fonda, meilleur acteur dans un second rôle pour Red Buttons, Golden meilleure actrice dans un second rôle pour Susannah York
- Writers Guild of America Awards 1970 : meilleur scénario adapté pour Robert E. Thompson et James Poe
- National Society of Film Critics Awards 1970 : meilleure actrice pour Jane Fonda (2e place)
- Directors Guild of America Awards 1971 : meilleur réalisateur d'un long métrage pour Sydney Pollack
- British Academy Film Awards 1971 : meilleure actrice pour Jane Fonda, meilleur montage pour Fredric Steinkamp, meilleur nouveau venu dans un rôle principal pour Michael Sarrazin, meilleur scénario pour Robert E. Thompson et James Poe, meilleur acteur dans un second rôle pour Gig Young
- Ruban d'argent 1971 : meilleur réalisateur d'un film étranger pour Sydney Pollack

## Festivals
- Ramdam Festival - édition 2015 : sélection officielle pour la catégorie Rétrospective et prix du film le plus dérangeant de la catégorie rétrospective remis par les organisateurs à la suite de l'annulation du festival pour cause de menaces terroristes.

## Analyse
Sydney Pollack indique avoir attaché une grande importance au personnage de l'animateur, symbole de tout ce que l'Amérique avait de pire et de meilleur. Mais on peut aussi y voir une réflexion sur l'absurdité de la condition humaine[réf. nécessaire].